# Spartakiade der befreundeten Armeen
Die Spartakiade der befreundeten Armeen war ein internationaler militärischer Sportwettbewerb des Ostblocks. Die Namensgebung ging auf den antiken Sklavenführer Spartacus zurück.
Die Sommerspartakiaden wurden von 1969 bis 1989 im Vierjahreszyklus, immer im Jahr nach den Olympischen Sommerspielen, veranstaltet, die Winterspartakiaden im Zweijahreszyklus ebenfalls in ungeraden Jahren. In der vom Sportkomitee der befreundeten Armeen (russisch Спортивный комитет дружественных армий, СКДА/SKDA) organisierten Veranstaltung traten Armeesportler in (im Bezug auf ihre militärsportliche Bedeutung) ausgewählten olympischen Disziplinen gegeneinander an. Die erste Sommermilitärspartakiade fand 1958, die erste Militärspartakiade in Wintersportarten 1961 statt.

## Sommerspartakiaden der befreundeten Armeen

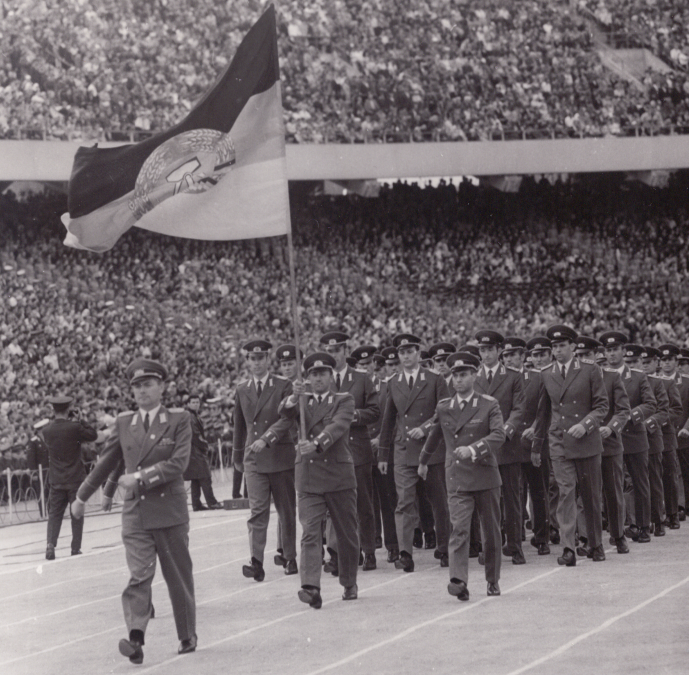
NVA-Delegation in Kiew 1969, angeführt von Karl-Heinz Wehr

| Jahr | Gastgeberstaat                  | Orte                         |
| ---- | ------------------------------- | ---------------------------- |
| 1958 | Deutsche Demokratische Republik | Leipzig                      |
| 1969 | Sowjetunion                     | Kiew                         |
| 1973 | Tschechoslowakei                | Prag                         |
| 1977 | Kuba                            | Havanna                      |
| 1981 | Ungarn                          | Budapest                     |
| 1985 | Polen                           | Warschau, Bydgoszcz, Breslau |
| 1989 | Bulgarien                       | Sofia                        |

## Winterspartakiaden der befreundeten Armeen
| Jahr | Gastgeberstaat                  | Orte                          |
| ---- | ------------------------------- | ----------------------------- |
| 1961 | Polen                           | Zakopane, Bydgoszcz, Toruń    |
| 1969 | Tschechoslowakei                | Špindlerův Mlýn               |
| 1971 | Polen                           | Zakopane                      |
| 1973 | Bulgarien                       | Pamporowo                     |
| 1975 | Sowjetunion                     | Leningrad, Kirowsk, Kawgolowo |
| 1977 | Tschechoslowakei                | Špindlerův Mlýn, Liberec      |
| 1979 | Polen                           | Zakopane, Nowy Targ           |
| 1981 | Sowjetunion                     | Borowitschi                   |
| 1983 | Deutsche Demokratische Republik | Oberhof                       |
| 1985 | Sowjetunion                     | Minsk                         |
| 1987 | Rumänien                        | Predeal                       |